# Etzbach (Forbach)
Der Etzbach ist ein auf dem Namensstrang knapp drei Kilometer langer Bach im Östlichen Hintertaunus in der Gemarkung von Butzbach im hessischen Wetteraukreis, der aus westlicher Richtung kommend von rechts in den Forbach mündet. Auf dem hydrologischen Hauptstrang, der statt seines Namensoberlaufs seinen bedeutenderen Zufluss Krebsbach umfasst, hat er eine Länge von 3,7 km.

## Geographie

### Verlauf
Der Etzbach entspringt nordöstlich von Butzbach-Maibach am Rande einer großen nordöstlichen Flurbucht der Rodungsinsel um Butzbach-Maibach zwischen dem Südabfall des Sporns Nollkopf im Norden und dem Oberberg (343 m ü. NHN) im Osten. Seine höchstgelegene Quelle liegt am Rande eines Mischwaldes auf einer Höhe von etwa 352 m ü. NHN, gleich neben der Kreisstraße K 15 von Maibach nach Nordosten zur L 3353 beim Jugendgästehaus Hubertus bzw. der Quelle des Forbachs.
Der Bach fließt zunächst in südöstlicher Richtung und verlässt nach ungefähr 100 Metern den Wald, um dem Waldrand zu folgen. Er schlägt dann einen sanften Bogen nach rechts durch die Fluren In der Etzbach und danach Wellboden und läuft dabei in einem schmalen Grünstreifen zwischen dem Mischwaldgebiet um den Oberberg zu seiner Linken und der zunächst ackerbaulich, unterhalb des Maibacher (Kirch-)Weges als Wiese genutzten Flächen der genannten Flurbucht zu seiner Rechten. Drei weitere Quellen im Wald, die von links einmünden, und eine auf der Wiese, die von rechts einmündet, beliefern ihn mit Wasser. Unterhalb des Maibacher (Kirch-)Wegs fließt der Etzbach frei zugänglich durch die Wiese und nur gelegentlich in ein Dickicht am Waldrand tauchend. Etwa 250 Meter vor der Mündung des Krebsbachs entwässert eine letzte flächige Quelle, von rechts, in ihn (im heißen Sommer 2018 die, die ihn bis zur Mündung am Fließen erhält), der nun sich wieder unzugänglich im Waldrand aufhält. Nach etwas über einem Kilometer Strecke, inzwischen auf Südlauf, vereint er sich beim Gewann Am Pferdekopf unter dem Wald mit dem von rechts und Westen kommenden Krebsbach, der fast doppelt so lang ist wie der Etzbach bisher und dessen eigenes Einzugsgebiet bis hierher sogar um den Faktor drei übertrifft.
Der vereinigte Bach, der ungefähr die Zulaufrichtung des Krebsbachs fortsetzt, fließt nun in langem und flachem Bogenlauf nach Südosten durch ein größeres Waldgebiet mit den Bergwäldern um den Oberberg am Nord- und dem Gewann Filshard am Südufer. Dabei zieht er erst etwa 300 Meter durch einen Nadelwaldstreifen, dann durch ein Mischwaldgebiet. Ungefähr 700 Meter südwestlich vom Lauf liegt ein Hügelgrab etwas jenseits der Wasserscheide. Etwa 800 Meter nach dem Zusammenfluss erreicht er den südlichsten Punkt seines Laufs, dann beginnt er den zweiten Teil des Bogens, an dessen Ende er nach weiteren 600 Metern direkt einen etwa 0,3 ha großen Teich speist.
Nach diesem unterquert er – seit dem letzten Teich verrohrt – wenig südlich vom Siedlungsrand des Butzbacher Stadtteils Wiesental die  Kreisstraße K 254 und mündet schließlich auf einer Höhe von etwa 230 m ü. NHN von Westen in den aus Wiesental kommenden Forbach. (Obwohl es eher umgekehrt aussieht, denn der Forbach bildet mehrere Arme aus, über die er sich mit dem Etzbach vereint. Und er kann austrocknen. So versiegte der Forbach im trockenen und heißen Sommer 2018 etwa 100 Meter vor dem Etzbach.)

### Historischer Verlauf
Das Landesgeschichtliche Informationssystem Hessen (LAGIS) stellt der Öffentlichkeit unter anderem historische Kartenwerke zur Verfügung. Für den Etzbach von Belang ist die Karte von dem Großherzogthume Hessen 1:50.000 (1823–1850), Blatt Nr. 14 Fauerbach. Diese Karte zeigt den Etzbach unter dem Maibacher (Kirch-)Weg entspringen und frei fließen mitten durch eine Wiese. Nach der Vereinigung mit dem Krebsbach fließt er durch den Wellenboden, eine lang gezogene Wiese zwischen dem Oberberg im Norden und einem namenlosen Bergzug im Süden. Der große Fischteich vor der Forbachmündung existiert noch nicht, der Ort Wiesental auch nicht.

### Zuflüsse
- Krebsbach (rechts)

### Flusssystem Usa
- Fließgewässer im Flusssystem Usa